# Чог'ям Трунгпа
Чог'ям Трунгпа Рінпоче (1940—1987) — буддистський майстер медитації.

## Біографія
Народився в області Кхам.
У 1959, вже широко відомий на батьківщині як учитель буддизму, він втік від китайської окупації з Тибету до Індії через Гімалаї.
Помер 4 квітня 1987. Його тіло відправили в Барнет (Вермонт), де сталася кремація 26 травня 1987.